# ترگو اوکنا
شهر ترگو اوکنا (به رومانیایی: Târgu Ocna) در شهرستان باکائو در کشور رومانی واقع شده‌است. جمعیت این شهر ۱۴٬۱۸۴ نفر  است.